# 1604년 아리카 지진
1604년 아리카 지진은 1604년 11월 24일 오후 1시 30분경 스페인 제국 페루 도독령(현 칠레) 아리카 서부 해역에서 발생한 지진이다. 추정 규모는 표면파 규모 기준 Ms8.0~8.5, 모멘트 규모 기준으로 최대 Mw9.0이다. 지진으로 거대한 쓰나미가 발생해 아리카 시가지가 파괴되었으며 아레키파가 큰 피해를 입었다. 쓰나미는 1,200 km에 달하는 해안선에 피해를 입혔다. 지진으로 기록된 여러 피해는 1868년 아리카 지진 당시의 피해와 매우 유사한데 이는 나스카판과 남아메리카판 사이의 경계인 메가스러스트 섭입대에서 난 지진임을 의미한다. 멀리 채텀 제도에 남아 있는 지진해일 퇴적물도 1604년 본진의 영향으로 발생했다고 추정된다.

## 지질학적 환경
페루와 칠레 해안을 끼고 있는 나스카판은 페루-칠레 해구를 따라 남아메리카판 아래로 섭입한다. 지진이 발생한 해역에서 두 판의 수렴 속도는 1년에 약 6 cm이다. 판 경계에서는 큰 규모의 지진이 자주 발생하며 페루-칠레 해구에서도 1687년, 1784년, 1868년 2001년에 이와 유사한 지진이 발생했다. 지진 발생 주기는 상대적으로 작은 규모의 지진이 여러 차례 반복해서 일어나다 긴 주기로 매우 큰 규모의 지진이 일어나는 양 모드성 주기를 띈다. 1604년과 1868년 지진이 대표적인 긴 주기의 매우 큰 지진에 해당한다.

## 지진
이 지진에 대해 알려진 바는 거의 없으나 1868년 아리카 지진과 규모 및 발생 단층이 거의 비슷하다고 추정된다. 아레키파, 타크나, 모케과에서는 수정 메르칼리 진도 계급 기준 VIII 이상의 흔들림을 느꼈고, 쿠스코, 이카에서는 VI 이상의 흔들림을 느꼈다. 파열된 단층 길이는 400~450 km 사이로 추정된다. 1604년 지진의 경우에는 나즈카 해령 북쪽으로는 단층 파괴가 일어나지 않았던 것으로 보이는데, 이는 1868년 지진과 같이 규모가 매우 큰 지진만이 반영구적인 단층장벽을 통과해 단층 파괴가 일어날 수 있다고도 볼 수 있다.

## 쓰나미
지진으로 거대한 쓰나미가 발생해 여러 국가에 영향을 미쳤다. 이 쓰나미는 1868년 지진과 함께 "페루-칠레 해구에서 발생한 가장 큰 규모의 역사적 쓰나미"로 불린다. 쓰나미의 최대 높이는 약 16 m로 추정된다. 리마에서 콘셉시온 사이 최소 1,200 km, 최대 2,800 km 길이 남아메리카 해안에서 쓰나미가 닥쳤다. 오세아니아의 채텀 제도에서도 1604년 쓰나미로 인한 흔적과 퇴적물이 발견되었다.

## 피해
아리카는 지진 후 파괴되었다가 재건되었고, 아레키파는 산프란치스코 수도원만 남고 나머지 건물들이 전부 무너졌다. 피스코에서는 마을 특정 지역만 피해를 입었다. 태평양 건너편에서도 피해가 보고되었다. 전반적으로 1868년 지진과 피해가 비슷했다.

## 같이 보기
- 1868년 아리카 지진
- 페루의 지진 목록

## 참고 문헌
- Comte, Diana; Pardo, M. (1991년 3월 1일). “Reappraisal of great historical earthquakes in the Northern Chile and Southern Peru seismic gaps”. 《Natural Hazards》 4 (1): 23–44. Bibcode:1991NatHa...4...23C. doi:10.1007/BF00126557. S2CID 140190546. 2022년 7월 27일에 확인함.
- Goff, J.; Nichol, S.; Chagué-Goff, C.; Horrocks, M.; McFadgen, B.; Cisternas, M. (2010). “Predecessor to New Zealand's largest historic trans-South Pacific tsunami of 1868 AD”. 《Marine Geology》 275 (1–4): 155–165. Bibcode:2010MGeol.275..155G. doi:10.1016/j.margeo.2010.05.006.
- Kulikov, Evgueni A.; Rabinovich, Alexander B.; Thomson, Richard E. (June 2005). “Estimation of Tsunami Risk for the Coasts of Peru and Northern Chile”. 《Natural Hazards》 35 (2): 185–209. Bibcode:2005NatHa..35..185K. doi:10.1007/s11069-004-4809-3. S2CID 140620121. 2022년 11월 7일에 확인함.
- Lomnitz, C. (2004). “Major Earthquakes of Chile: A Historical Survey, 1535–1960”. 《Seismological Research Letters》 75 (3): 368–378. Bibcode:2004SeiRL..75..368L. doi:10.1785/gssrl.75.3.368.
- Okal, E.A.; Borrero, J.C.; Synolakis, C.E. (2006). “Evaluation of Tsunami Risk from Regional Earthquakes at Pisco, Peru”. 《Bulletin of the Seismological Society of America》 96 (5): 1634–1648. Bibcode:2006BuSSA..96.1634O. doi:10.1785/0120050158.
- Villegas-Lanza, J. C.; Chlieh, M.; Cavalié, O.; Tavera, H.; Baby, P.; Chire-Chira, J.; Nocquet, J.-M. (2016년 9월 24일). “Active tectonics of Peru: Heterogeneous interseismic coupling along the Nazca megathrust, rigid motion of the Peruvian Sliver, and Subandean shortening accommodation”. 《J. Geophys. Res. Solid Earth》 121 (10): 7371–7394. Bibcode:2016JGRB..121.7371V. doi:10.1002/2016JB013080. S2CID 132735222. 2022년 7월 26일에 확인함.
- Wong, Ivan; Dober, Mark; Pezzopane, Silvio; Thomas, Patricia; Terra, Fabia (2012년 1월 1일). 《Seismic hazard above the South America subduction zone in Southern Peru》 (PDF). 15th World Conference on Earthquake Engineering, Lisbon, Portugal. 2022년 7월 26일에 확인함.